# James Potier
James Potier (Verviers, 31 december 1998) is een Belgisch basketballer.

## Carrière
Hij speelde in de jeugd van SFX St-Michel Verviers BC en Liège Basket. Potier maakte zijn debuut voor Liège Basket in het seizoen 2018/19 waar hij in acht wedstrijden speelde. In zijn tweede seizoen speelde hij tien wedstrijden en had een gemiddelde van 4,8 punten per wedstrijd. In het seizoen 2020/21 zette hij zich verder door met 23 gespeelde wedstrijden en scoorde gemiddeld zes punten. In het seizoen 2020/21 speelde hij ook op dubbele licentie bij ABC Waremme. Hij tekende aan het eind van het seizoen bij voor drie seizoenen. In het seizoen 2021/22 kwam hij opnieuw in 23 wedstrijden in actie.
In 2023 verliet hij Luik en ging spelen in de Spaanse vierde klasse bij Escola Basket Xiria. Voor het seizoen 2024/25 bleef hij in Spanje en tekende bij CDB Enrique Benítez.